# Carl Christoph Besser
Carl Christoph Besser (* 1724 in Dresden; † 8. März 1800 in Gotha) war ein deutscher Ingenieur, Baumeister und  Architekt.

## Leben
Besser wuchs in Dresden auf. 1756 arbeitete er als Baukondukteur am Oberbauamt in Dresden und war 1758 bis 1761 als Hauslehrer für geometrisches Zeichnen beim General von Gersdorf angestellt. Danach wurde er kurmainzerischer Offizier in Erfurt.
Seit 1763 wirkte Besser im Herzogtum Sachsen-Gotha-Altenburg. In einem kleinen Vitriol-Bergwerk bei Mühlberg ließ er die erste funktionsfähige Dampfmaschine Thüringens aufbauen. Sie diente zum permanenten Fördern des Grubenwassers und wurde von zwei Heizern bzw. Maschinisten Tag und Nacht am Laufen gehalten. Später wurde Besser von Herzog Ernst II. als Ingenieur und Architekt beim Bau der Seeberg-Sternwarte und anderer Projekte in Gotha eingesetzt und verlor das Interesse am Maschinenbau. 1774 ernannte ihn der Herzog zum Ingenieur-Leutnant und Baukommissar für alle technischen Bauten in seinem Herzogtum.

## Bauwerke
- Merkurtempel im Schlosspark Gotha (1775–1777)
- Gruftgewölbe der herzoglichen Familie auf der Begräbnisinsel des Großen Teiches im Schlosspark Gotha (1779)
- Borkenhäuschen im Garten der Herzogin in Gotha (1780; heute nicht mehr erhalten)
- Teeschlösschen in Gotha (1780/81)
- Gartenhaus für Ernst II. im Englischen Garten in Gotha (1781; heute nicht mehr erhalten)
- Philanthropinum in Schnepfenthal (1784)
- Seeberg-Sternwarte bei Gotha (1787–1789, heute nicht mehr erhalten)
- Kavaliersflügel am Prinzenpalais in Gotha (1784; heute nicht mehr erhalten)

## Galerie

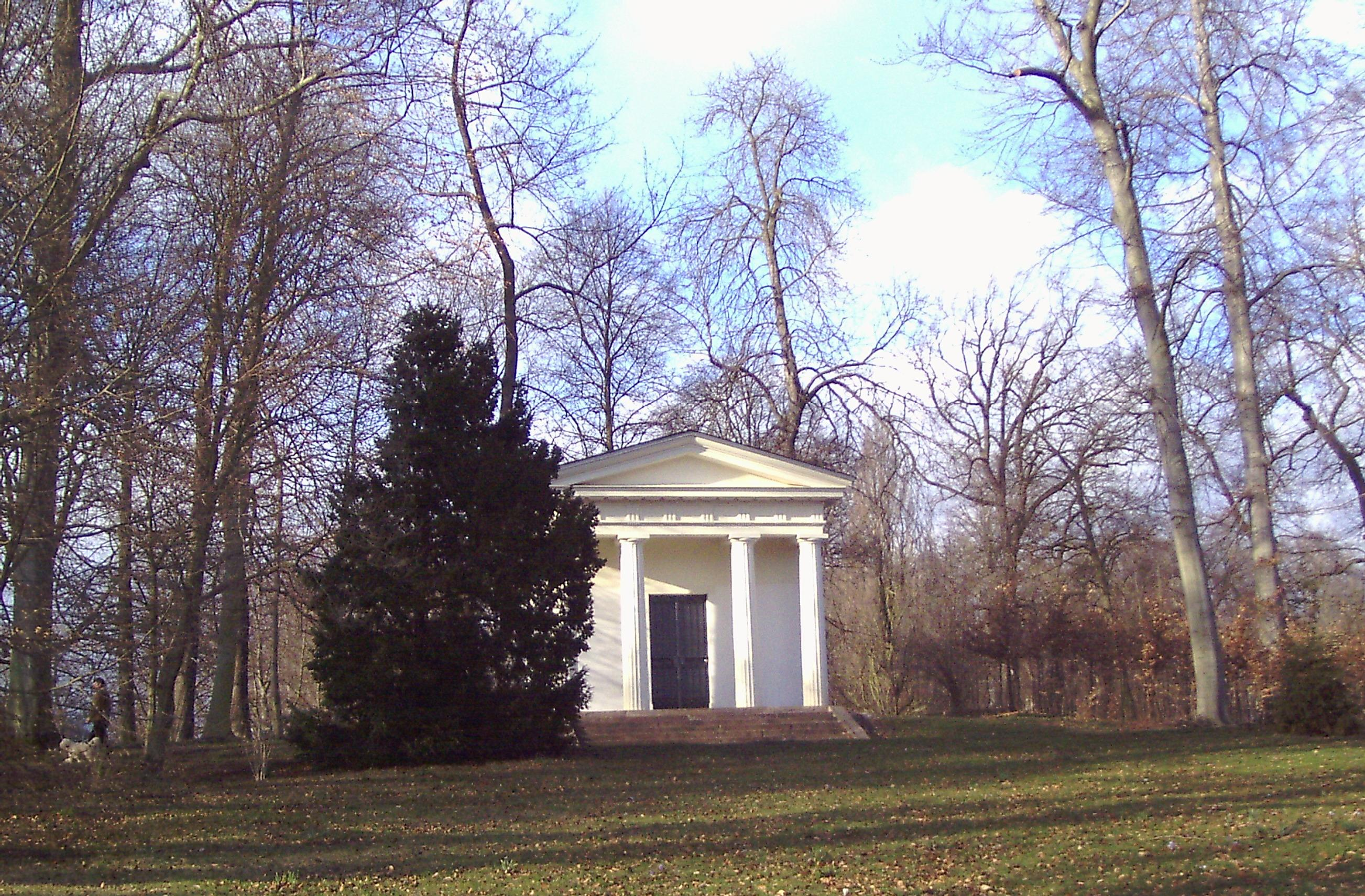
Merkurtempel im Schlosspark, Gotha
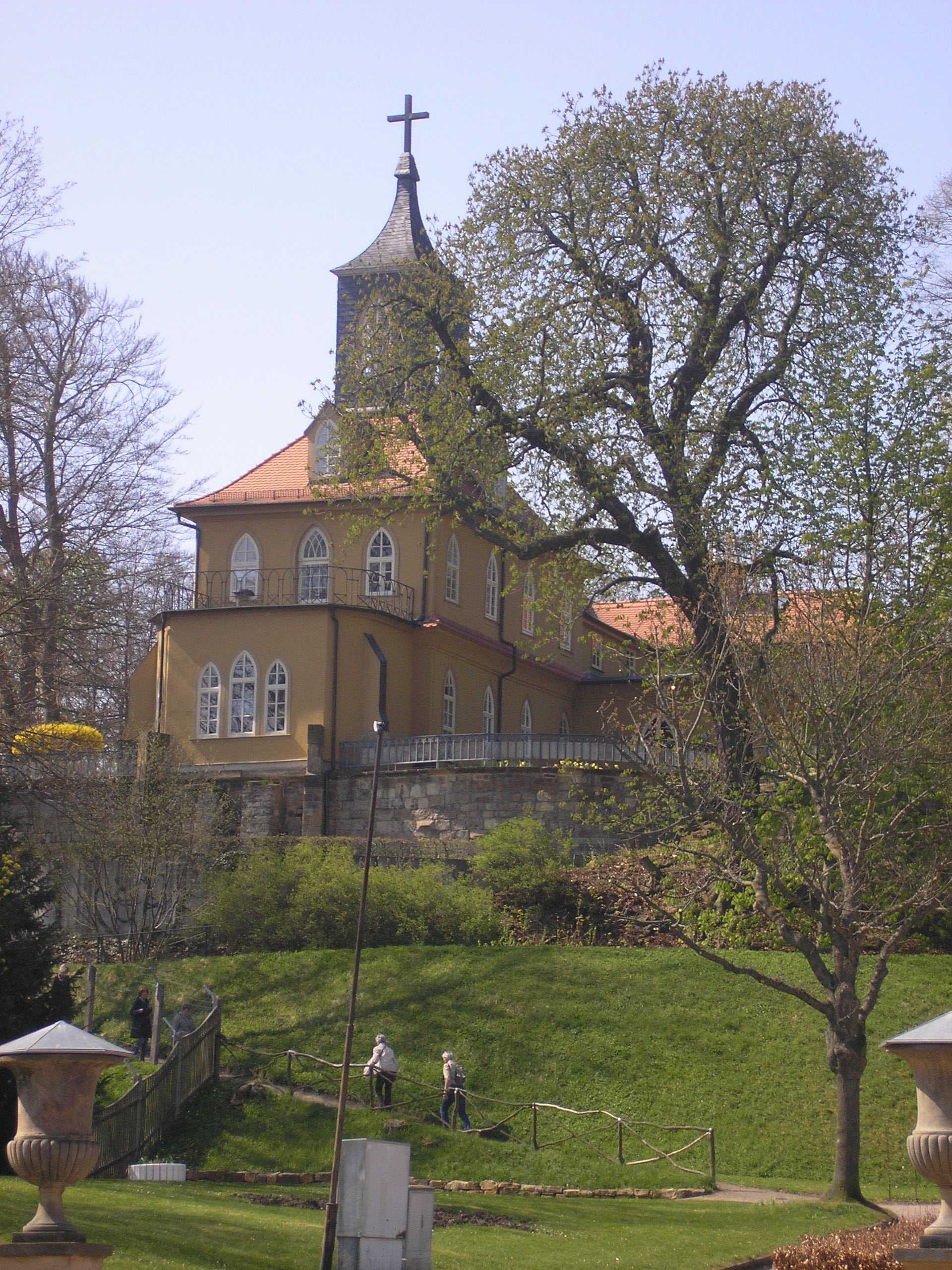
Teeschlösschen Gotha
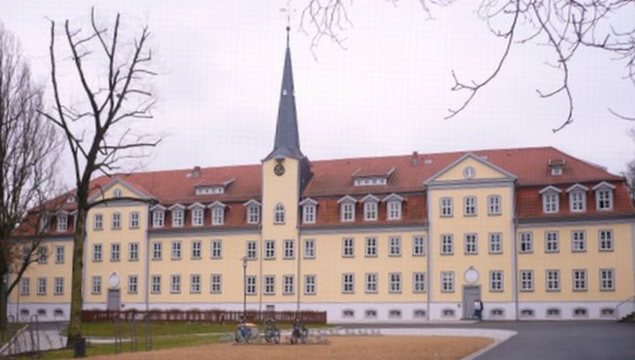
Salzmannschule (Philanthropinum), Schnepfenthal
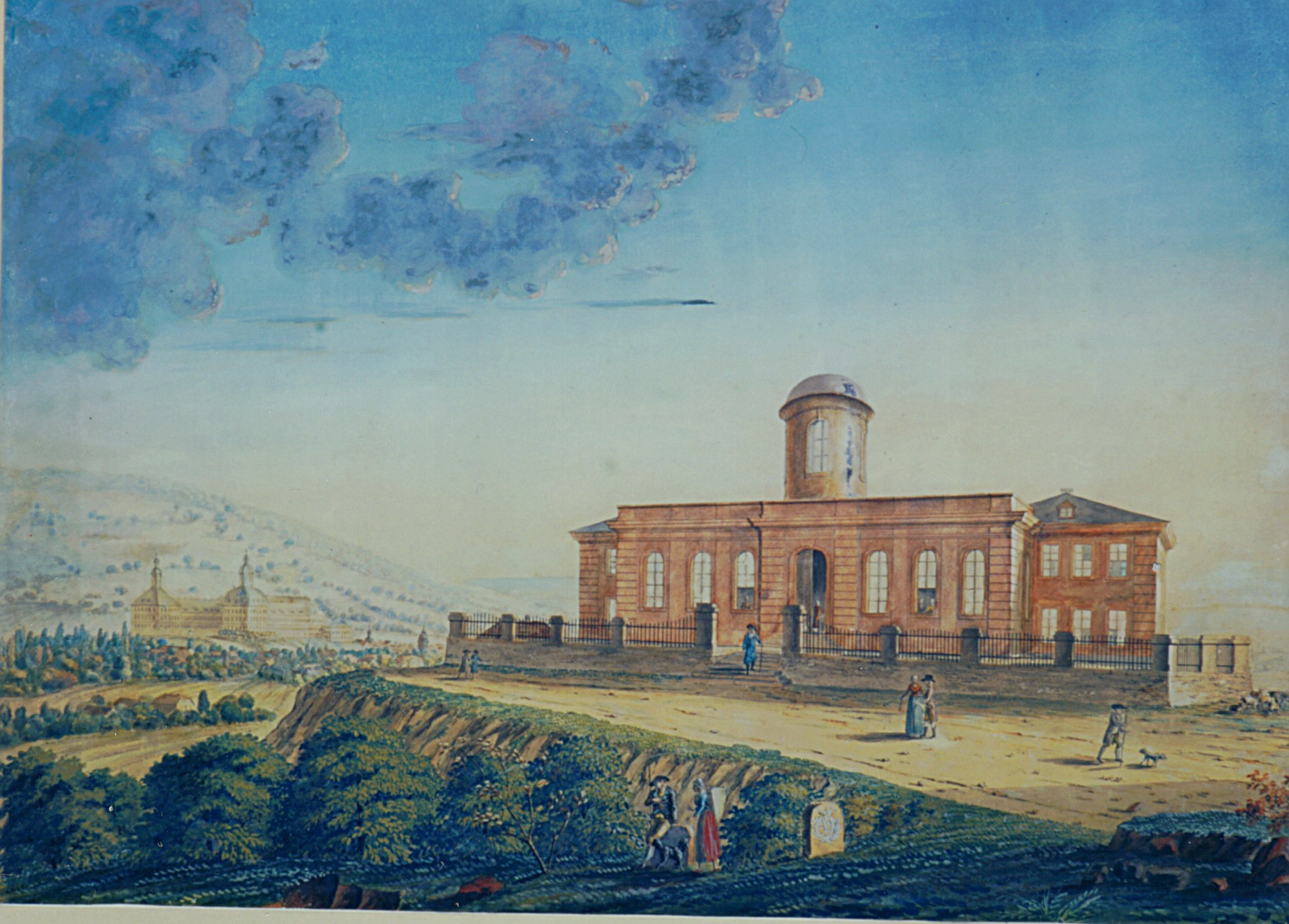
Seeberg-Sternwarte, Gotha
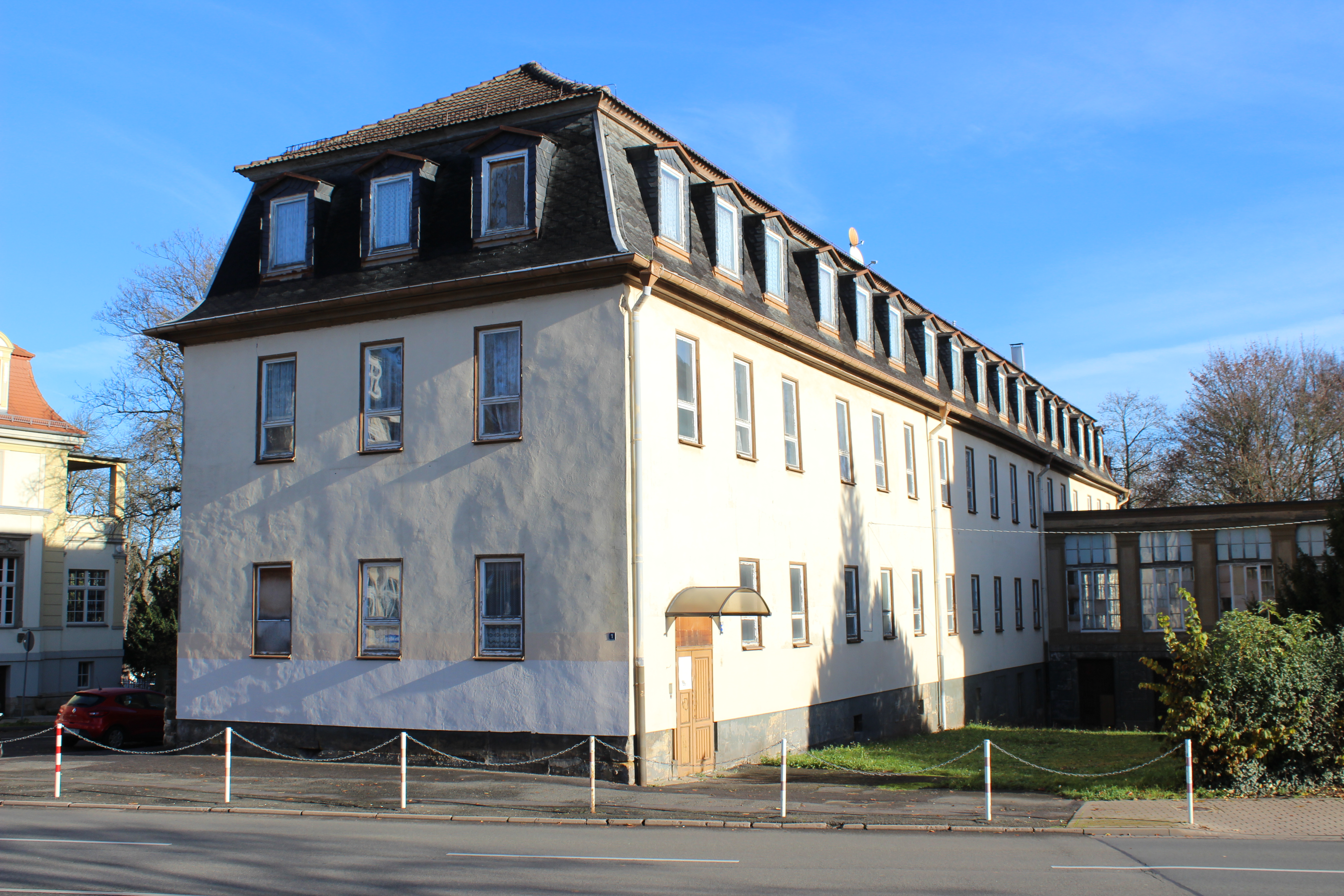
Kavaliershaus am Prinzenpalais, Gotha

## Sonstige Leistungen
- Einrichtung eines Kohle- und Vitriol-Bergwerks bei Mühlberg (am Bergmannsteich) mit der ersten Thüringer Kohle-Dampfmaschine (1764)
- Entfestigung des Schlosses Friedenstein in Gotha und Terraingestaltung des Schlossparkes (ab 1769)

## Aufsätze
- Hölzerne Häuser ohne Grundschwellen und Riegel, dauerhaft und wohlfeil zu erbauen, in: Dillenburgische Intelligenz-Nachrichten, XXXII. Stück, 11. August 1792